# Thermi
Thermi (griechisch Θέρμη (f. sg.)), bis 1926 Sedes (Σέδες (n. sg.)), ist eine Gemeinde im Regionalbezirk Thessaloniki in der griechischen Region Zentralmakedonien. Laut Volkszählung 2011 hat die südöstlich von Thessaloniki gelegene Gemeinde 53.201 Einwohner, die namensgebende Stadt Thermi 16.004. Das Wissenschaftsmuseum Noesis ist in Thermi beheimatet. Der Thermaische Golf, ein Teil der Nordwestägäis, wurde nach der Stadt Thermi benannt.

## Gliederung
Die Gemeinde Thermi wurde 2010 aus drei ehemaligen Gemeinden gebildet, die heute die Gemeindebezirke Mikra, Thermi und Vasilika bilden. Der Gemeindebezirk Thermi selbst gliedert sich in die Ortsteile Thermi, Nea Redestos, Neo Rysio und Tagarades.

## Luftverkehr
Auf dem Gemeindegebiet befinden sich der Flughafen Thessaloniki (Mikra Air Base) und die Sedes Air Base.